# Stolnica v Grassu
Stolnica Notre-Dame-du-Puy je nekdanja rimokatoliška stolnica, ki stoji na vulkanskem hribu v mestu Grasse, v departmaju Alpes-Maritimes, približno 20 kilometrov severno od Cannesa.
Bila je sedež škofije Grasse od 1244 do 1802, datuma, ko je bila priključena nadškofiji v Aixu, nato leta 1822 v Fréjus, od leta 1896 v Nico.
Zavetnik cerkve je sveti Honorat Arleški, ustanovitelj opatije Lérins, ki je pozneje postal prvi nadškof Arlesa.

## Zgodovina
O izvoru stolnice Grasse ni znanega nič. Domnevnega datuma njihove posvetitve leta 1189 ni mogoče dokumentirati. Dokazana je le preselitev škofovskega sedeža iz prvotno Antibesa v Grasse leta 1244. Malo verjetno je, da je bila župnijska cerkev takšne velikosti zgrajena v 12. stoletju in bi zato lahko pospešila razvoj mesta, ki je cvetelo šele konec 12. stoletja. Po drugi strani pa je jasno, da je obstajala manjša predhodnica, ki jo je v času preselitve škofije nadomestila nova, razmeroma velika cerkev, ki je izpolnila zahteve stolnice kot predstavnika škofa, kanonikov in celotne škofije .
Številna besedila o današnji stavbi spominjajo na dogodke, ki jih je morala trpeti skozi stoletja. Cerkveni stolp je leta 1410 prizadela strela in ga znatno poškodovala. Protipapež Janez XXIII. je leta 1414 škofu dovolil, da vzame 2000 dukatov na blago in še naprej uporablja izkupiček dobrodelnih fundacij za obnovo.
Leta 1539, 1551, 1603 in 1607 so na cerkvi izvajali različna obrtniška dela. Protokol iz leta 1633 ob obisku msgr. De Villeneuve daje predstavo o takratni srednjeveški stolnici. Poleg visokega oltarja sta bila v cerkvi še Janezov in Anin oltar, Nôtre-Dame de Miséricorde na petem severnem stebru, dva oltarja na zadnji strani pročelja, Antonov oltar na jugu in Petra iz Aleksandrije na severu in na koncu oltar deset tisoč mučencev na drugem severnem stebru. Kor je bil v zadnjem oboku razmejen s slavolokom s triumfalnim križem, ki so ga obkrožali Marija, Janez in Marija Magdalena.
Leta 1687 je bilo odločeno, da se stara korna apsida poruši, da bi jo do konca leta 1690 nadomestili z novim korom. To je zgradil gradbenik Jean Laugier iz Grasseja. Visok oltar v tem koru je ustvaril kipar François la Coste, prav tako iz Grasseja.
Od leta 1714 do 1722 je pod tlemi nastajala kripta. Od takrat je tudi dvojno stopnišče pred fasado .
Približno v istem času so višino stranskih ladij razrezali z vstavljanjem lažnih stropov, da bi tako ustvarili več prostora na tako ustvarjenih galerijah za večje število vernikov. 
Od leta 1738 do 1744 je nastala elegantna zakramentalna kapela v baročnem slogu, ki štrli navzven čez južno stransko ladjo. 15. decembra 1742 je zvonik porušil še en udar strele. Med letoma 1752 in 1757 je stolp obnovil Alexandre Gayet iz Rieza, nekdanji graditelj utrdb Grand Briançon.
Škofija Grasse je bila leta 1790 ukinjena. Staro stolnico, ki je med francosko revolucijo služilo kot senik, je 22. septembra 1795 močno prizadel požar.

## Zgradba
Cerkev je zgrajena iz trdega, svetlečega belega drobnozrnatega apnenca, ki je bil pridobljen na mestu. Po kamnu se imenujejo tudi de la Turbie (majhno sosednje gorsko naselje). Isti material je bil uporabljen tudi za stolnico v Antibesu.
Dimenzije, vzete iz načrta in ekstrapolirane:
- Skupna dolžina (zunaj): 41,75 m
- Dolžina ladje (zunaj): 32,10 m
- Širina ladje (zunaj): 15,95 m
- Širina ladje (znotraj): 13,65 m
- Širina srednje ladje (znotraj): 5,95 m
- Širina kora (znotraj): 7,10 m
- Globina kora (znotraj): 8,25 m
- Višina srednje ladje: 13,80 m
- Prvotna višina stranske ladje: 7,60 m
- Višina stranske ladje: 4,60 m
- Zakramentna kapela (znotraj): 5,10 × 7,90 m

### Notranjost
Prostor nad podolgovatim pravokotnim tlorisom je s predelnimi stenami razdeljena na tri ladje, širšo glavno in z dvema vitkima stranskima ladjama. V vzdolžni smeri je razdeljen na šest travej enake širine. Traveje glavne ladje imajo rahlo pravokotne tlorise v prečni smeri, stranske pa so tudi rahlo pravokotne, vendar v vzdolžni smeri.
Bazilika je imela približno 500 let precej visoke stranske ladje brez galerij. Stene glavne ladje stojijo na okroglih stebrih, ki so povezani z loki. Nad njimi je stena z majhnimi okni. Rebra obokov se začnejo iz kapitelom podobnih konzolnih kamnov. Stebri nimajo baze, namesto tega imajo približno 63 centimetrov visoko, poševno podlago. Na vrhu se končajo brez posebnega zaključka na višini začetka arkad. Ladja spominja na veličastne vrste stebrov iz Sant'Abbondio v Comu. Tudi na zahodni steni in na obeh straneh kora so polkrožni stebri, na katerih stojijo zunanje arkade. Med peto in šesto travejo so v kvadratni stebri. Severni je okrepitev okroglega stebra med rekonstrukcijo porušenega cerkvenega stolpa v 18. stoletju. Zaradi simetrije je bil južni steber ustrezno obzidan.
Rebrasti oboki glavne ladje z rebri, ki so v prerezu kvadratni, predstavljajo mojstrovino kamnosekov iz Provanse. Loki pasov imajo skoraj enak prerez kot rebra. Sklepniki prevzamejo preseke reber. Zaradi zvonika nad zadnjo travejo severne stranske ladje je bila namesto okna izrezana rahlo niže ležeča in rahlo proti vzhodu odprtina z vitkimi okroglastimi dvojnimi arkadami, katerih oboki počivajo na vitkem stebru, ki je opremljen s kapitelom in prečnikom. 
Zgornji oboki stranskih ladij so originalni. So križno obokani loki, podprti s pasnimi loki s kvadratnim presekom. Slednji so na stenah na konzolnih nosilcih, ki jih pokrivajo naknadno izvedena tla galerije. Uvlečeni ravni stropi stranskih ladij so nameščeni tik pod začetkom arkadnih lokov in so v prerezu pravokotne oblike, ki so na spodnji strani rahlo usločeni. Galerija je zaščitena z ograjo iz kovanega železa, ki preprečuje padce.

### Zunanjost
Z zunanje strani cerkve je vidno samo pročelje, severno stran travej 3 do 6 z zvonikom, severno apsidiolo in severno steno kora.
Preprosta, a elegantna fasada ima lombardske vplive . Obris treh ladij ustrezajo trem portalom. Glavni portal je bil prvotno zaščiten s krošnjo. Gre za šeststopenjski, rahlo poudarjen portal z arhivolti iz 17. / 18. stoletja. Stoletja, ko je bilo zgrajeno zunanje stopnišče. Eden od notranjih arhivolotov in stebra s kubičnimi kapiteli izvirajo iz prvotnega portala iz 13. stoletja. Zunanji arhivolt sega do zadnjega dela loka in se zaključi z rahlim naklonom na obeh straneh. Nad dvokrilnimi, razkošno okrašenimi lesenimi vrati je nad nivojem arhivoltov profilirana pregrada, nad katero se odpira rahlo poudarjeno okno. Portal je okronan s kipom Device Marije.
Skoraj nedorečeni nekdanji stranski portali so bili enokrilni in so rahlo odmaknjeni od sredine stranskih ladij. Sestavljena sta iz pravokotnih vratnih odprtin, v katere so v zgornjih vogalih štrleli profilirani konzolni trakovi. Obe odprtini vrat sta bili zazidani. Tako nastale niše naredijo celoto kot nedokončano. Stranski portali so izgubili svojo funkcijo z izdelavo velikega zaobljenega stopnišča. Trije portali nakazujejo, da je imela fasada pred nastankom kripto.
Spodnje območje fasade je na zgornji strani zaprto z lombardskim lokom, ki je sprva vodoravno v širini glavne ladje na višini grebenov strehe stranskih ladij in se nagne tik pod in vzporedno s streho. Na vrhu ima tanek konzolni okrasni profil.
V celotni kompoziciji prevladuje stolp s steno v glavni ladji. Obe strani sta ločeni s širokimi lizenami, ki se na zgornjem koncu združijo v lombardski ločni friz, ki poteka tik pod rahlo štrlečim robom dvokapne strehe do grebena. Sredi zatrepa je veliko, rahlo poudarjeno okno, ki stoji na spodnjem ločnem frizu. Okno je razdeljeno na tri vitke, rahlo poudarjene odprtine s stebri s kubičnimi kapiteli. Tik nad njihovimi zaključki je krogovičje. Okno spominja na italijanski detajl.
V spodnjem delu fasade je v območju prvih treh stopnic na obeh straneh ali v osi stranske ladje izrezano dvojno okno z vitkimi odprtinami, ki osvetljuje zadnje območje kripte. Dva rahlo poudarjena oboka stojita skupaj na stebru s kubičnim kapitelom in istim podstavkom.
Na severni strani, kjer je škofovska palača, je v četrti traveji stranske ladje stranski portal, ki je podoben z glavnemu portalu na zahodu. Zidovi so bili nerodno obnovljeni v 19. stoletju. Notranji arhivolti izvirajo iz 13. stoletja, enega od njih sestavljajo stebri s kubičnimi kapiteli. Trije zunanji izvirajo iz 18. stoletja. Profilirani konzolni kamni pod nadstreškom so sodobni. Podoben stranski portal je obstajal, preden je bila na južni strani zgrajena zakramentna kapela.
Človek se sprašuje nad zelo majhnimi okni v stenah stranskih ladij. To je zato, da bi jih čim manj oslabili. Na celotni konstrukciji ni nobenih nosilcev. Drzna zidava za to območje se torej v celoti opira na debelino stene, z dobrim metrom in na kakovosti zidanja. 
Srednji odsek korne traveje in polkrožna apsida prvotnega kora ni več ohranjen. Viden je le zunanji del stranske apsidiole pred glavnimi robovi stranskih ladij. Severno stransko steno kora prebijata dve obokani okni. Na tej strani ima kor polno klet. 
Zvonik se dviga nad rahlo pravokotnim tlorisom šeste traveje severne stranske ladje. Sedanji zvonik izvira iz 18. stoletja. S svojo belo maso obvladuje celotno staro mesto. Kot običajno v Provansi je preprosto zasnovan. Sestavljen je iz precej visokega spodnjega nadstropja, ki je približno na višini strehe glavne ladje, sledijo pa tri nadaljnja nadstropja, ki so bistveno nižja, vsa pa so razdeljena s preprostim konzolnim profilom. Samo v zgornji dve nadstropji se na vse strani prebijajo tanke okrogle obokane zvočne odprtine, v katerih zvonovi prosto visijo. Zgornje nadstropje z najnižjo višino prekriva streha, ki jo je mogoče prepoznati po dveh majhnih bruhalnikih malo pod zgornjim robom tal.

### Oprema
Relikvije sv. Honorata so shranjene v izrezljanem, barvnem relikviariju. Na območje so prišle leta 1391, potem ko jih je menih iz Saint-Victorja leta 1390 ukradel v Arlesu in jih po bivanju v Ganagobieju ponudil samostanu Lérins, kjer je bil eden od njegovih sorodnikov. Slovesno sprejetje tega "darila" je bilo v Lérinsu 20. januarja 1391.
Retabel Nicejske šole (konec 15. stoletja) v gotskem lesenem okvirju prikazuje Sv. Honorat med papežem Klemenom in škofom Lambertom. Sosednja Gaillardova plošča (1643) pa prikazuje Jezusovo obrezovanje.
Pomembna slika, Subleyrasovo Marijino vnebovzetje (1741), zajema zadnjo steno kora. Na južnem hodniku je skupina slik slikarja Petra Paula Rubensa iz leta 1602. Gre za razpelo, Kronanje in sveto Heleno. Rubens je prvotno ustvaril slike za cerkev Santa Croce v Gerusalemmeu v Rimu. Kasneje so prišle v zasebno lastništvo in končno v bolnišnico Grasse. V elegantni zakramentni kapeli je slika Umivanje nog Jeana-Honoréja Fragonarda (1755), redek primer verskega slikarstva tega umetnika, rojenega v Grassu. Johann Baptist Bailet je ustvaril baročni dekor štirih evangelistov. Fossatijev oltar (1750) je izjemen.
- Rubensovo Kronanje
- Oltar
- Relikvije in liturgični pribor
- Skulpture in liturgični pribor
- Sv. Honorat med papežem Klemenom in škofom Lambertom
- Relikvije sv. Honorat Arleškega